# O Tempo e o Vento (telenovela)
O Tempo e o Vento é uma telenovela brasileira produzida pela extinta TV Excelsior e exibida de 17 de julho de 1967 a 27 de fevereiro de 1968 no horário das 21h30, totalizando 210 capítulos. Foi escrita por Teixeira Filho, adaptando a obra homônima de Érico Veríssimo, e dirigida por Dionísio Azevedo.

## Sinopse
A saga da família Terra Cambará na luta pela posse de terras, disputas políticas e mistura de raças. Tem início no final do século 17, no interior do Rio Grande do Sul, com Ana Terra, uma mulher destemida, e sua história de solidão e perseverança ao criar sozinha o filho Pedro em um universo dominado por homens, enfrentando com coragem e luta as agruras de seu tempo. O auge se dá na geração de Bibiana, neta de Ana Terra, que apaixona-se e casa-se com o heroico Capitão Rodrigo Cambará.

## Elenco
| Ator/Atriz               | Personagem            |
| ------------------------ | --------------------- |
| Carlos Zara              | Capitão Rodrigo       |
| Geórgia Gomide           | Ana Terra             |
| Maria Estela             | Bibiana               |
| Altair Lima              | Licurgo               |
| Gianfrancesco Guarnieri  | Padre Alonso          |
| Flora Geny               | Maria Valéria         |
| Maurício do Valle        | Rafael Pinto Bandeira |
| Carminha Brandão         | Henriqueta            |
| Edmundo Lopes            | Maneco Terra          |
| Sílvio Francisco         | Antônio               |
| Tony Vieira              | Horácio               |
| David José               | Pedro Missioneiro     |
| Maria Isabel de Lizandra | Eulália               |
| Adolfo Pinto             | Pedrinho Terra        |
| Renato Consorte          | Padre Lara            |
| Maria Cecília            | Arminda               |
| Castro Gonzaga           | Ricardo Amaral        |
| Walter Avancini          | Bento Amaral          |
| Hemílcio Fróes           | Pedro Terra           |
| Nelson Turini            | Nicolau               |
| Maria Aparecida Alves    | Rosinha               |
| Mário Ernesto            | Ramón                 |
| Maurício Nabuco          | Afonso                |
| Jacyra Silva             | Amância               |
| Vanja Orico              |                       |
| Milton Ribeiro           | Sepé Tiaraju          |
| Maracy Mello             | Índia da Fonte        |
| Ivanice Sena             |                       |
| Ruy Rezende              |                       |
| Geraldo Louzano          |                       |